# Omar Abdel Rahman
 (octobre 2011).
Si vous disposez d'ouvrages ou d'articles de référence ou si vous connaissez des sites web de qualité traitant du thème abordé ici, merci de compléter l'article en donnant les références utiles à sa vérifiabilité et en les liant à la section « Notes et références ».
Omar Abdel Rahman est un prédicateur musulman égyptien, né le 3 mai 1938 et mort le 18 février 2017, à l'âge de 78 ans, à la prison fédérale de Butner en Caroline du Nord.
Il est surnommé « le cheikh aveugle » et considéré comme le chef spirituel de la Gamaa al-Islamiya.
Le 1er octobre 1995, il est reconnu coupable, dans le cadre d'une enquête sur l'attentat du World Trade Center de 1993, de « conspiration séditieuse ». Il est détenu dans un pénitencier de Butner en Caroline du Nord jusqu'à sa mort.

## Biographie
Abdel Rahman est né le 3 mai 1938 dans la ville de Al Gammaliyyah, dans le Gouvernorat de Damiette en Égypte. Il perd la vue durant son enfance, ce qu'il ne l’empêche pas d'obtenir un diplôme de l'Université al-Azhar du Caire dans l'étude du Coran. Il est très influencé par les pensées d'Ibn Taymiyya et de Sayyid Qutb. Il effectue un séjour en prison en raison de ses prises de positions contre le pouvoir égyptien. On l'accuse plus tard d'avoir participé à l'assassinat de Anouar el-Sadate ; faute de preuves, il n'est pas inculpé, mais il est expulsé d'Égypte.
Il rejoint en Afghanistan son ami le professeur Abdullah Azzam, cofondateur d'Al-Qaïda avec Oussama ben Laden.
En 1990, il obtient un visa pour les États-Unis. Dans ses prêches dans les mosquées de New York, il s'attaque avec virulence aux États-Unis et milite pour un djihad contre les Juifs sur le sol américain. L'un de ses disciples, El Sayyid Nosair, est condamné pour avoir participé au meurtre du fondateur de la Jewish Defense League, le rabbin Meir Kahane.
À la suite de l'attentat du World Trade Center en février 1993, le FBI suit de plus près le cheikh Omar Abdel Rahman, et l'arrête en juin 1994 avec neuf de ses disciples. Il reconnaît par la suite avoir participé à un complot qui prévoyait de détruire (entre autres) le siège des Nations unies et le pont George-Washington.